# Colonia San Francisco, Guerrero
Colonia San Francisco är en ort i Mexiko.   Den ligger i kommunen Xochistlahuaca och delstaten Guerrero, i den sydöstra delen av landet, 300 km söder om huvudstaden Mexico City. Colonia San Francisco ligger 314 meter över havet och antalet invånare är 122.
Terrängen runt Colonia San Francisco är kuperad. Runt Colonia San Francisco är det ganska glesbefolkat, med 50 invånare per kvadratkilometer. Närmaste större samhälle är Tlacoachistlahuaca, 8,7 km nordväst om Colonia San Francisco. Omgivningarna runt Colonia San Francisco är en mosaik av jordbruksmark och naturlig växtlighet.